# Warp (videogioco)
Warp è un videogioco sviluppato dalla Trapdoor e pubblicato dalla Electronic Arts per Microsoft Windows, PlayStation 3 e Xbox 360. Il gioco permette al giocatore di controllare un alieno dotato del potere di passare attraverso oggetti e pareti o di entrare nelle altre creature presenti nel gioco, facendole esplodere. È stato pubblicato il 5 febbraio 2012 su Xbox Live Arcade come parte del secondo "Xbox Live Arcade House Party", mentre la pubblicazione per PlayStation Network e Microsoft Windows è avvenuta il 13 marzo 2012.